# ایسا گوها
ایسا گوها (انگلیسی: Isa Guha؛ زادهٔ ۲۱ مهٔ ۱۹۸۵) بازیکن کریکت و گزارشگر ورزشی اهل بریتانیا است.